# Jeremy Sumpter

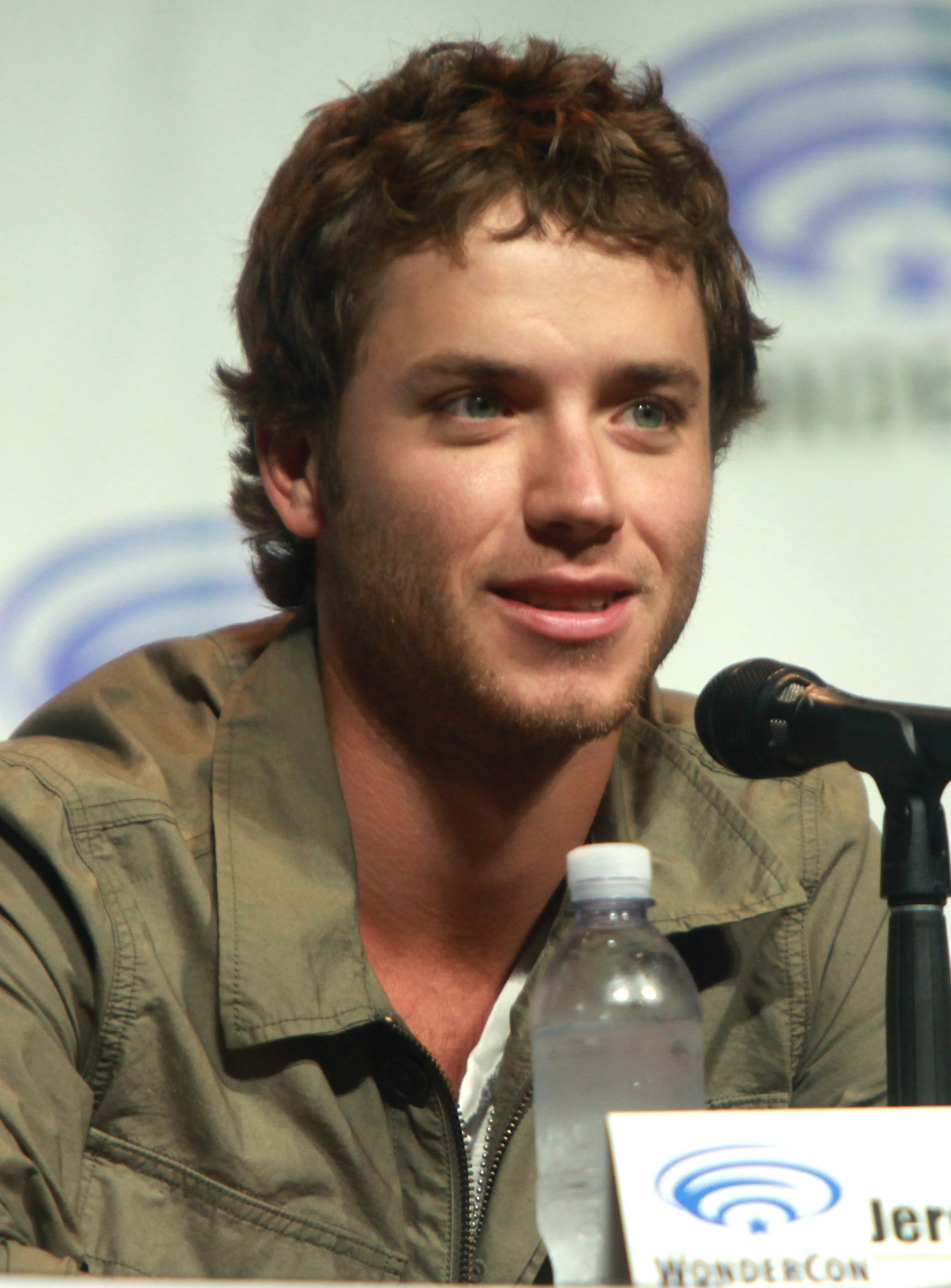
Jeremy Sumpter auf der WonderCon 2014

Jeremy Robert Myron Sumpter (* 5. Februar 1989 in Carmel, Monterey, Kalifornien) ist ein US-amerikanischer Schauspieler. Bekannt wurde er durch die Titelrolle in dem Film Peter Pan aus dem Jahr 2003.

## Leben
Er hat eine Zwillingsschwester – Jessica – und eine jüngere Schwester, Jennifer. Den größten Teil seiner Kindheit verbrachte er in einem kleinen Ort in Kentucky.
Dort durfte er mit sechs Jahren an einem staatlichen Programm für talentierte Künstler teilnehmen – als jüngstes Kind, das je akzeptiert wurde. Einige seiner originellen Kunstwerke wurden in einer örtlichen Kunstgalerie ausgestellt.
Schauspieler wollte er eigentlich gar nicht werden, aber er nahm an einem Wettbewerb der „International Model and Talent Association“ in Los Angeles teil und wurde prompt „Männliches Kinder-Model des Jahres“ (außerdem gewann er noch Preise in elf anderen Kategorien). Er legte sich einen persönlichen Manager zu und zog 2000 mit seiner Familie ganz nach Los Angeles um.
Jeremys Lieblingsfilm ist „Twister“. Ausgerechnet mit dem Hauptdarsteller aus „Twister“, Bill Paxton, durfte er 2001 seinen ersten „richtigen“ Spielfilm drehen (nach Gastauftritten in ein paar Serien, u. a. 2001 in „Emergency Room“). In „Frailty“ spielt er den kleinen Adam Meiks, dessen Vater sich zu einem Serienmörder entwickelt. Für seine Darstellung wurde er für den „Saturn Award“ nominiert.
Direkt danach holte ihn der Schauspieler Danny Glover an das Set seines Spielfilmes „Just a dream“, in dem er den kleinen Henry Sturbuck darstellt, der in einer Kleinstadt aufwächst. Mit dieser Rolle gewann er den „Young Actors Award“. Danach mimte er den surfbegeisterten Skeet in dem Film „Local Boys“.
2002 wurde Jeremy bei einem weltweiten Casting für die Rolle des Peter Pan ausgewählt. Es kostete ihn Monate hartes Training (inklusive Fechtstunden), bis er der Rolle auch sportlich gerecht wurde; um „fliegen“ zu können (d. h. stundenlang an einem Drahtseil zu hängen), brauchte er kräftige Rückenmuskeln. Außerdem wuchs er während der Dreharbeiten derartig schnell, dass Wendys Fenster, durch das Peter in ihr Zimmer kommt, viermal erhöht werden musste, damit er sich nicht dauernd den Kopf stieß.
Er spielte 2006 auch in „Cyber Seduction“ mit. In dem Film geht es um einen Jugendlichen, der die pornographische Seite des Internets kennenlernt und eine Sucht beginnt.
Sumpter lebt in Los Angeles, Kalifornien.
Am 1. Oktober 2022 heiratete Sumpter die Schauspielerin Elizabeth Treadway in Columbia im US-Bundesstaat Tennessee. Im April 2023 wurden Sumpter und Treadway Eltern einer gemeinsamen Tochter.

## Filmografie (Auswahl)
- 2001: Dämonisch (Frailty)
- 2002: Local Boys
- 2002: Just A Dream
- 2003: Peter Pan
- 2004: Clubhouse (Fernsehserie)
- 2005: Cyber Seduction: His Secret Life
- 2006: The Sasquatch Dumpling Gang
- 2007: An American Crime
- 2007: Guilty Wars
- 2007: CSI: Miami (Fernsehserie)
- 2008–2010: Friday Night Lights (Fernsehserie)
- 2008: Word of Mouth
- 2008: Prep School
- 2008: Calvin Marshall
- 2010: You’re so Cupid
- 2010: Death and Cremation
- 2011: Soul Surfer
- 2012: The Glades (Fernsehserie, Episode 3x10)
- 2012: Excision
- 2014: Storm Hunters (Into the Storm)
- 2014: Animal
- 2016: Take Down – Die Todesinsel (Take Down)
- 2017: Sisters of the Groom
- 2019: The Legend of 5 Mile Cave
- 2019: Sargass
- 2022: Holiday Harmony
- 2024: Chapel
- 2024: The Fall